# Димитра Киевска
Димитра Киевска (светско име Матрона Александровна Егорова, на украински: Димитра Київська; на руски: Димитра Киевская) е православна светица, почитана от Украинската православна църква. Заради своя благочестив живот и милосърдие на 8 април 2008 година Светият Синод на Украинската православна църква я причислява към ликовете на светците, почитани от местната православна църква в Украйна.

## Житие
Преподобната Димитра (Димитра Александрова) е българка, родена през 1810 година в Силистра. Възпитана е от благочестивите си родители Александър и Мария в най-добрите традиции на православната вяра. В края на 20-те години на 19 век семейството ѝ се преселва в Бесарабия, където заедно с още много български бежанци, намира спасение от османското владичество над православните християни в империята.
Матрона Александровна се омъжва за капитана от руската армия Иван Егоров, който умира в Кримската война (1853 – 1856). Самата преподобна Димитра взема участие в отбраната на Севастопол и помага на ранените. В един от боевете е ранена. След края на войната е наградена за участието ѝ в отбраната на Севастопол. По време на Руско-турската война от 1877 – 1878 преподобна Димитра устройва лазарет за ранените руски войници, с което е удостоена с медал.
След края на Кримската война през септември 1856 година Димитра пристига в Киев, където води благочестив и скромен живот. Често посещавала манастирските храмове, където прекарвала в уединени молитви. В продължение на много години преподобна Димитра изкупува имотите около нейния и така се оказва собственик на почти целия Печорски квартал на Киев. Тук тя решава да основе православна община. Така с указ № 58251, подписан на 4 март 1878 година от император Александър II, в Киев е основана женска религиозна община „Въведение Богородично“. В полза на православната женска община Димитра жертва много свои имоти и постройки, а така също и ценни книжа на стойност 21 000 рубли. Само броени дни след основаването на женската православна община преподобна Димитра умира на 9 март 1878 година в Санкт Петербург. По решение на нейния сподвижник митрополит Исидор тя е погребана временно в Александро-Невската лавра. Още приживе Матрона Егорова приема тайно пострижение в монашество под името Димитра (най-вероятно това е нейното рождено име), в чест на Свети Димитър Солунски, който се смята за покровител на българите и на воините, паднали по време на бой.
На 8 август 1878 година тялото на преподобната Димитра е пренесено в Киев и препогребано в основаната от нея православна община. Така всяка година на 9 март, в деня на нейната кончина, и на 26 октомври, по случай храмовия празник на православната община, в пещерната Димитровска църква се отслужва божествена света литургия и панихида на гроба ѝ
На 18 април 2008 година Светият Синод на Украинската православна църква причислява преподобната Димитра към лика на местните светци.